# フローリー・ハギンズ理論
フローリー・ハギンズ理論 (英: Flory–Huggins theory、Flory–Hugginsの平均場理論) は格子モデルに基づく高分子溶液の統計熱力学理論である。

## 経緯
高分子溶液に関する熱力学の研究は、まず、凝固点降下法や浸透圧法などの分子量測定法の確立から発展してきた。しかし、高分子溶液の著しい非理想性のためにそうした研究手法に疑問がもたれていた。そうした中、ポール・フローリーとモーリス・ハギンズはそれぞれ、独立にしかも同じ年に格子モデルによる理論を発表した（1942年）。これにより、高分子溶液における蒸気圧や浸透圧に関する理論づけができた。
この理論は若干の欠点（→後述）があるものの、現在でも高分子溶液の熱力学的性質の議論にしばしば用いられている。

## 概要

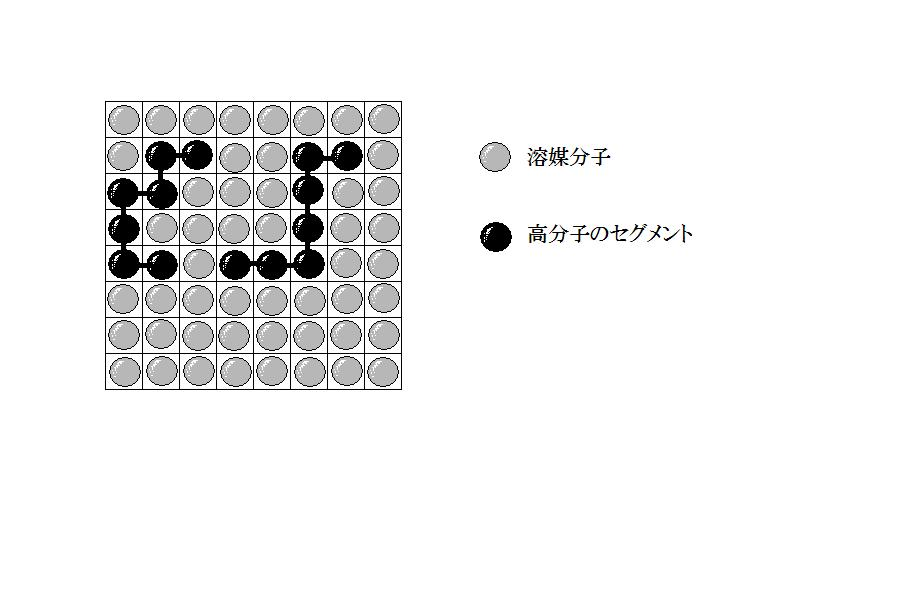
フローリー・ハギンズの格子モデル。黒く数珠状につながったのが高分子を表す

低分子溶液の標準モデルが2種類の玉を格子に詰める場合の数から混合エントロピーを導き出したように、フローリー・ハギンズ理論では数珠状につながった玉（高分子）とつながっていない玉（溶媒分子）を考えることにより、混合エントロピーを導く。この理論では{\displaystyle N_{0}}個の溶媒分子（モル数{\displaystyle n_{0}}）と、玉が{\displaystyle x}個つながった高分子を考える。高分子が{\displaystyle N_{1}}個（モル数{\displaystyle n_{1}}）、したがって、高分子に含まれる全セグメントの個数が{\displaystyle xN_{1}}、モル数が{\displaystyle xn_{1}}、存在する系を考える。以下のことが仮定される。
1. 溶媒分子と高分子のセグメントの体積は等しい。
2. 高分子セグメントの平均濃度はどこをとっても一様（平均場近似）

これらにより、格子に配置する場合の数は{\displaystyle {\frac {N!}{N_{0}!(xN_{1})!}}\times \left({\frac {xN_{1}}{N_{0}+xN_{1}}}\right)^{(x-1)N_{1}}}となり、これより混合エントロピー{\displaystyle \Delta S}は以下のように定式化される。
{\displaystyle \Delta S=-R(n_{0}\ln \phi _{0}+n_{1}\ln \phi _{1})}
{\displaystyle \phi _{0}}、 {\displaystyle \phi _{1}} は体積分率で{\displaystyle \phi _{0}={\frac {N_{0}}{N_{0}+xN_{1}}}}, {\displaystyle \phi _{1}={\frac {xN_{1}}{N_{0}+xN_{1}}}}（{\displaystyle \phi _{0}+\phi _{1}=1}）である。
エンタルピーの変化は溶媒‐溶媒間や高分子‐高分子間の接触に代わり、溶媒‐高分子という接触が生じると仮定することによって計算される。
いま、混合に際する体積変化を無視してこのような新しい接触が出来る際のエネルギー変化を{\displaystyle \Delta \epsilon _{01}}とし、{\displaystyle q}個の溶媒‐高分子の接触ができたとすると、エンタルピーの変化は{\displaystyle \Delta H=q\Delta \epsilon _{01}}となる。
さらに、高分子は{\displaystyle \phi _{0}xz}個の溶媒に囲まれている（{\displaystyle z}は近接する座標の数）と考えることができるので、{\displaystyle kT\chi =z\Delta \epsilon _{01}}とおけば、混合エンタルピー{\displaystyle \Delta H}は{\displaystyle \Delta H=RT\chi n_{0}\phi _{1}}と表せる。
よって自由エネルギーの変化は、
{\displaystyle \Delta F=RT(n_{0}\ln \phi _{0}+n_{1}\ln \phi _{1}+\chi n_{0}\phi _{1})}
と表せる。{\displaystyle \chi }は、相互作用をあらわす無次元量のパラメータで、しばしば「{\displaystyle \chi }パラメーター」や「フロリー・ハギンズの{\displaystyle \chi }パラメーター」と呼ばれる。この値が低いほど良溶媒であることを示す。溶媒和などにより、混合にともなうエントロピー変化が生じる場合には、このパラメータにエントロピー成分が付加される。
上の式により、溶媒の化学ポテンシャル{\displaystyle \mu _{0}}が得られる。
{\displaystyle \mu _{0}-\mu _{0}^{\circ }={\frac {\partial \Delta F}{\partial n_{0}}}=RT\left[\ln \phi _{0}+\left(1-{\frac {1}{x}}\right)\phi _{1}+\chi \phi _{1}^{2}\right]},    {\displaystyle \mu _{0}^{\circ }}は純状態での化学ポテンシャル 

高分子溶液における溶媒の蒸気圧{\displaystyle P_{0}}と浸透圧{\displaystyle \Pi }は化学ポテンシャルの式によりそれぞれ、以下のようになる。
{\displaystyle P_{0}=P_{0}^{\circ }\exp \left({\frac {\mu _{0}-\mu _{0}^{\circ }}{RT}}\right)=P_{0}^{\circ }\phi _{0}\exp \left(\left(1-{\frac {1}{x}}\right)\phi _{1}+\chi \phi _{1}^{2}\right)}

{\displaystyle \Pi =-{\frac {\mu _{0}-\mu _{0}}{V_{0}}}=-{\frac {RT}{V_{0}}}\left[\ln \phi _{0}+\left(1-{\frac {1}{x}}\right)\phi _{1}+\chi \phi _{1}^{2}\right]}

ここで、{\displaystyle P_{0}^{\circ }}は純溶媒の蒸気圧、{\displaystyle V_{0}}は溶媒のモル体積を表す。
上にあげたような式で、実際の溶液系を広い範囲の体積分率において説明できる。たとえば、ゴム‐ベンゼン系では{\displaystyle \chi =0.43}で適合する。
ヒルドブランドによると、パラメータ{\displaystyle \chi }は
{\displaystyle \chi =V_{\mathrm {seg} }{\frac {(\delta _{\mathrm {A} }-\delta _{\mathrm {B} })^{2}}{RT}}}
  （{\displaystyle \delta }は混合成分それぞれの溶解パラメータで凝集エネルギー{\displaystyle E_{\mathrm {c} }}を使って、{\displaystyle \delta =E_{\mathrm {c} }/2V} で定義される。）
しかし、{\displaystyle \chi }パラメータは理論的に決定することが難しく、通常は実験で測定される。

## 欠点
フローリー・ハギンズ理論では、高分子と溶媒の混合に際しての体積の変化を考慮していないし、高分子鎖の屈曲性や水素結合などを考慮していないので注意が必要である。溶媒と高分子セグメントがランダムに配置することは常に{\displaystyle \chi =0}であることを意味し、理論の中で矛盾が生じている。また、この理論では平均場近似を用いているために、高分子の濃度が希薄な溶液では不正確になってしまう。これを解消するためにクラスター展開理論などが考え出されているが、いまだにあらゆる濃度にあてはまる一般的な理論は存在しない。それでも、この理論は多くの混合系に対しうまく記述できているために、混合系の解析にひろく応用されている。